# Tipula gaboonensis
Tipula gaboonensis är en tvåvingeart som beskrevs av Alexander 1920. Tipula gaboonensis ingår i släktet Tipula och familjen storharkrankar. Inga underarter finns listade i Catalogue of Life.